# Allocosa lombokensis
Espèce
Synonymes
- Tarantula lombokensis Simon, 1898

Allocosa lombokensis est une espèce d'araignées aranéomorphes de la famille des Lycosidae.

## Distribution
Cette espèce est endémique de Lombok dans les Petites îles de la Sonde en Indonésie.

## Description
La femelle holotype mesure 14 mm.

## Étymologie
Son nom d'espèce, composé de lombok et du suffixe latin -ensis, « qui vit dans, qui habite », lui a été donné en référence au lieu de sa découverte, Lombok.

## Publication originale
- Strand, 1913 : Neue indoaustralische und polynesische Spinnen des Senckenbergischen Museums. Archiv für Naturgeschichte, sér. A, vol. 79, no 6, p. 113-123 (texte intégral).